# Курамагомедов Курамагомед Шаріпович
Курамагомед Шаріпович Курамагомедов (рос. Курамагомед Шарипович Курамагомедов; нар. 21 березня 1978, село Іріб, Дагестан) — російський борець вільного стилю, переможець, срібний та бронзовий призер чемпіонатів світу, срібний призер та п'ятиразовий переможець чемпіонатів Європи, переможець та триразовий срібний призер Кубків світу, учасник Олімпійських ігор. Заслужений майстер спорту Росії.

## Біографія
Боротьбою почав займатися з 1990 року. Вихованець Школи вищої спортивної майстерності, Махачкала. Перший тренер — Руслан Абієв. В збірній Росії з 1995 року. Був чемпіоном світу 1996 року серед юніорів. Дворазовий чемпіон Європи серед юніорів — 1995 і 1996 років. Шестиразовий чемпіон Росії (1996, 1997, 2003, 2004, 2005, 2006).
Випускник юридичного факультету Дагестанського державного університету.
Після завершення активних виступів на борцівському килимі створив і очолює школу боротьби в Махачкалі.

## Спортивні результати на міжнародних змаганнях

### Виступи на Олімпіадах
| Змагання                                   | Збірна | Вагова категорія           | Місце |
| ------------------------------------------ | ------ | -------------------------- | ----- |
| Боротьба на літніх Олімпійських іграх 2004 | Росія  | вільна боротьба, до 120 кг | 6     |

### Виступи на Чемпіонатах світу
| Змагання                        | Збірна | Вагова категорія           | Місце  |
| ------------------------------- | ------ | -------------------------- | ------ |
| Чемпіонат світу з боротьби 1997 | Росія  | вільна боротьба, до 97 кг  | Золото |
| Чемпіонат світу з боротьби 1998 | Росія  | вільна боротьба, до 97 кг  | Бронза |
| Чемпіонат світу з боротьби 2003 | Росія  | вільна боротьба, до 120 кг | 17     |
| Чемпіонат світу з боротьби 2005 | Росія  | вільна боротьба, до 120 кг | 5      |
| Чемпіонат світу з боротьби 2006 | Росія  | вільна боротьба, до 120 кг | Срібло |

### Виступи на Чемпіонатах Європи
| Змагання                         | Збірна | Вагова категорія           | Місце  |
| -------------------------------- | ------ | -------------------------- | ------ |
| Чемпіонат Європи з боротьби 1999 | Росія  | вільна боротьба, до 97 кг  | Золото |
| Чемпіонат Європи з боротьби 2002 | Росія  | вільна боротьба, до 96 кг  | Золото |
| Чемпіонат Європи з боротьби 2004 | Росія  | вільна боротьба, до 120 кг | Срібло |
| Чемпіонат Європи з боротьби 2005 | Росія  | вільна боротьба, до 120 кг | Золото |
| Чемпіонат Європи з боротьби 2006 | Росія  | вільна боротьба, до 120 кг | Золото |
| Чемпіонат Європи з боротьби 2007 | Росія  | вільна боротьба, до 120 кг | Золото |

### Виступи на Кубках світу
| Змагання                    | Збірна | Вагова категорія           | Місце  |
| --------------------------- | ------ | -------------------------- | ------ |
| Кубок світу з боротьби 1996 | Росія  | вільна боротьба, до 90 кг  | Золото |
| Кубок світу з боротьби 1998 | Росія  | вільна боротьба, до 97 кг  | Срібло |
| Кубок світу з боротьби 2000 | Росія  | вільна боротьба, до 97 кг  | Срібло |
| Кубок світу з боротьби 2003 | Росія  | вільна боротьба, до 120 кг | Срібло |

### Виступи на інших змаганнях
| Змагання                                                         | Збірна | Вагова категорія           | Місце  |
| ---------------------------------------------------------------- | ------ | -------------------------- | ------ |
| Міжнародний меморіал Дейва Шульца 2000                           | Росія  | вільна боротьба, до 97 кг  | Золото |
| Абсолютний чемпіонат FILA 2003                                   | Росія  | вільна боротьба, до 120 кг | Бронза |
| Олімпійський кваліфікаційний турнір з боротьби 2004 (Братислава) | Росія  | вільна боротьба, до 120 кг | Срібло |
| Всесвітні ігри військовослужбовців 2007                          | Росія  | вільна боротьба, до 120 кг | Золото |

### Виступи на змаганнях молодших вікових груп
| Змагання                                       | Збірна | Вагова категорія          | Місце  |
| ---------------------------------------------- | ------ | ------------------------- | ------ |
| Чемпіонат Європи з боротьби серед юніорів 1995 | Росія  | вільна боротьба, до 88 кг | Золото |
| Чемпіонат Європи з боротьби серед юніорів 1996 | Росія  | вільна боротьба, до 88 кг | Золото |
| Чемпіонат світу з боротьби серед юніорів 1996  | Росія  | вільна боротьба, до 88 кг | Золото |